# 奥和義
奥 和義（おく かずよし、1959年 - ）は、日本の経済学者。関西大学政策創造学部教授。専攻は国際経済学。

## 経歴
大阪府出身。1983年京都大学経済学部卒業、1985年に京都大学大学院修士課程修了。経済学修士。京大修士課程修了後、1987年に山口大学経済学部助手に就任。1988年、山口大学経済学部専任講師に就任。1990年、山口大学経済学部助教授に就任。1998年、関西大学に移り商学部助教授に就任。2000年、関西大学商学部教授に就任。2007年、関西大学政策創造学部教授に就任。また、関西大学アイススケート部部長、関西大学学生センター部長、山口商工会議所街づくり委員会委員、山口商工会議所街づくり委員会特別顧問、小規模企業海外展開支援事業編集委員などの要職も歴任している。

## 主な著作
- 「グローバル・エコノミー」（共著）
- 「国際金融のすべて」（共著）
- 「日本貿易の史的展開」（共著）
- 「累積債務の政治経済学」（共著）
- 「日本経済史5　産業化の時代」（共著）